# Maya Moore
Maya April Moore  (* 11. Juni 1989 in Jefferson City, Missouri) ist eine US-amerikanische Basketballspielerin. Bei einer Körpergröße von 183 cm spielt sie auf der Position des Small Forwards. Mit den Minnesota Lynx gewann Moore viermal (2011, 2013, 2015 und 2017) die WNBA-Meisterschaft, als Teil der US-amerikanischen Nationalmannschaft wurde sie 2010 und 2014 Weltmeisterin sowie 2012 und 2016 Olympiasiegerin. Seit 2019 pausiert sie aus persönlichen Gründen. Sie wurde 2024 in die Women’s Basketball Hall of Fame aufgenommen und 2025 in die Naismith Memorial Basketball Hall of Fame.

## Karriere

### College (2007–2011)

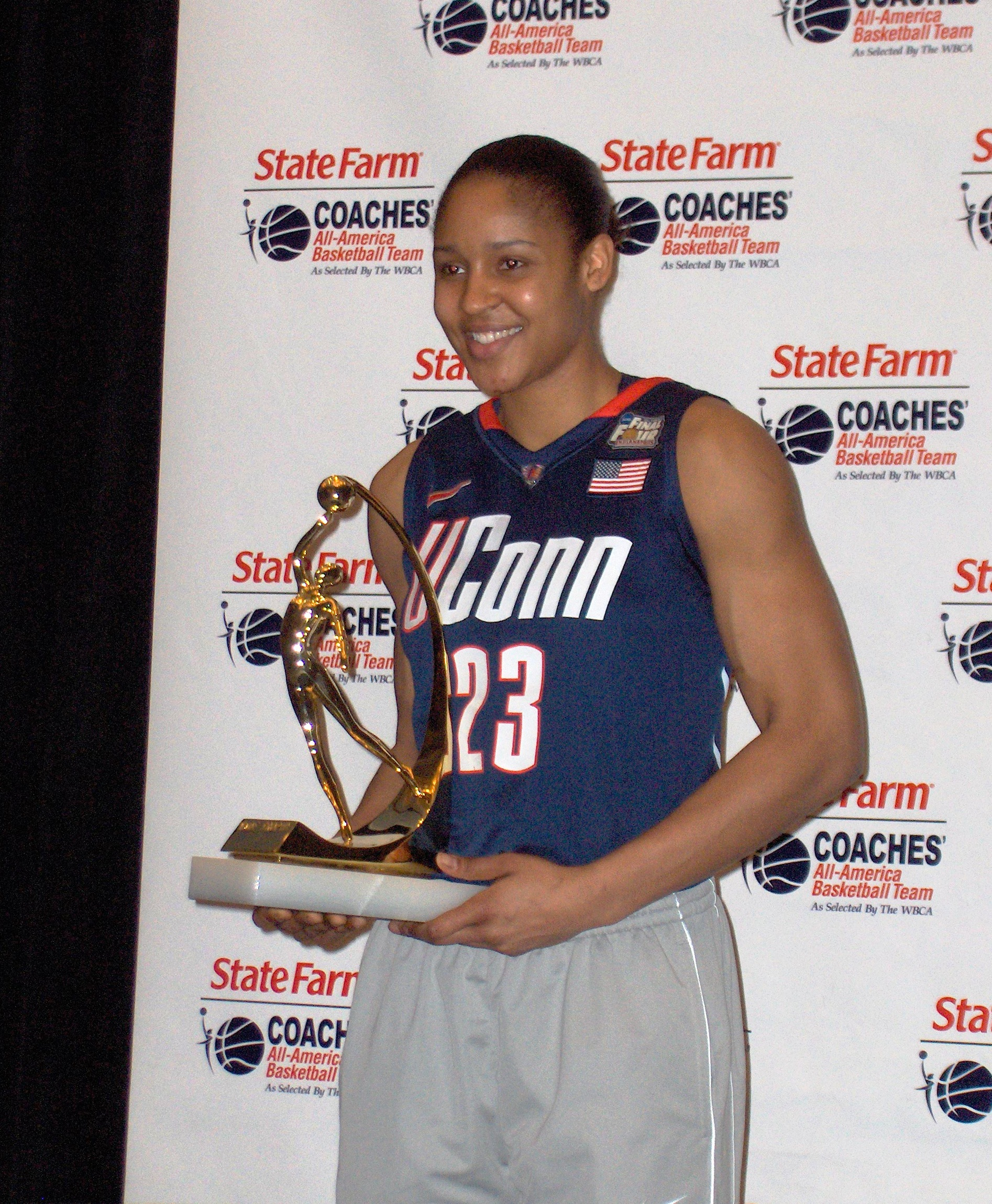
Moore mit der Wade Trophy 2011

Moore, in Jefferson City und Lawrenceville, Georgia, aufgewachsen, war von 2007 bis 2011 für die Connecticut Huskies an der University of Connecticut aktiv und gewann mit diesen 2009 und 2010 die NCAA Division I Basketball Championship. Dabei legten die Huskies, welche neben Moore Spielerinnen wie Tina Charles in ihren Reihen hatten, zwischenzeitlich eine Serie von 90 Siegen hin. Als erste Spielerin überhaupt erhielt Moore, die für die Huskies mehr als 3000 Punkte erzielte, dreimal (2009, 2010, 2011) die Wade Trophy als beste Spielerin der NCAA-Division I.

### WNBA (2011–2018)

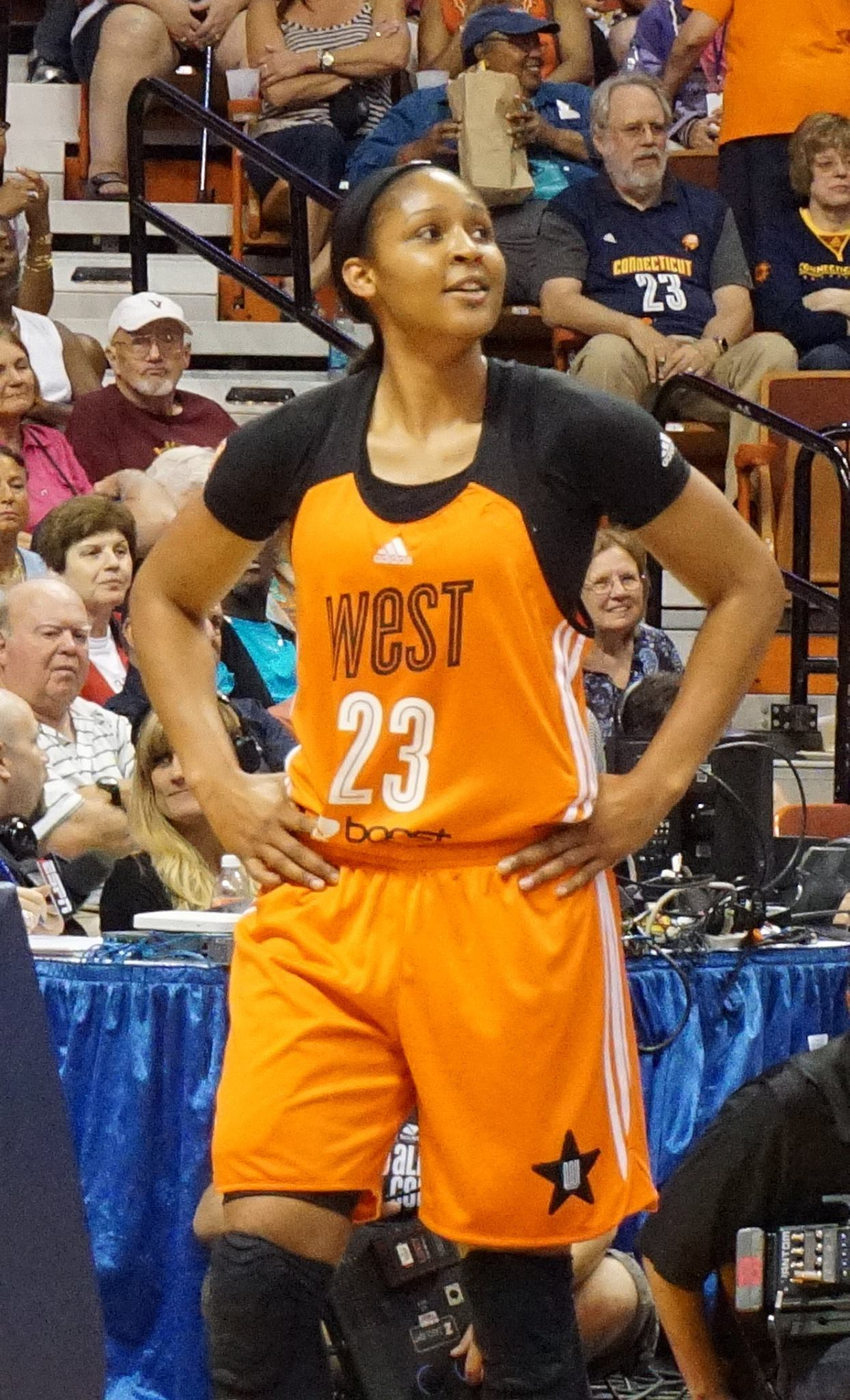
Moore beim WNBA All-Star Game 2015

Im WNBA Draft 2011 wählten die Minnesota Lynx Moore an erster Stelle aus. Während ein so früher Pick im Draft sonst schwächeren Teams vorbehalten ist, hatten die Lynx mit Seimone Augustus, Rebekkah Brunson und Lindsay Whalen bereits mehrere Spitzenspielerinnen in ihren Reihen. 2010 scheiterten die Lynx nach vielen Spielertransfers knapp an der Playoff-Qualifikation und hatten anschließen Glück in der WNBA Draft Lottery und erhielten die erste Auswahlmöglichkeit. So wurde Moore die erst zweite Spielerin (nach Cheryl Ford in der Saison 2003), die in ihrem ersten WNBA-Jahr den WNBA Rookie of the Year Award als bester Liga-Neuling erhielt und die Meisterschaft gewann. Der Erfolg wurde mit einem 3:0-Finalerfolg gegen das Team der Atlanta Dream vollendet. Es folgten der erneute Finaleinzug in der WNBA-Saison 2012, die gegen die Indiana Fever in vier Spielen verloren ging. 2013 gewann Moore mit den Lynx ihre zweite WNBA-Meisterschaft, wobei sie zudem mit dem WNBA Finals MVP Award als wertvollste Spielerin der Finalserie gegen die Atlanta Dream ausgezeichnet wurde.
In der Saison 2014 stellte sie mehrere WNBA-Rekorde auf, als ihr in insgesamt zwölf Partien jeweils mindestens 30 Punkte gelangen, davon vier in Folge. Am 22. Juli desselben Jahres erzielte sie in einer Partie gegen die Atlanta Dream 48 Punkte, was die zweithöchste Punktzahl der Ligageschichte darstellte. Am Ende der Spielzeit wurde Moore mit der Auszeichnung als wertvollste Spielerin der Liga geehrt. Jedoch schied sie mit den Lynx erstmals vorzeitig in den Conference Finals gegen die Phoenix Mercury aus. 2015 gewann Moore mit dem Team ihre dritte WNBA-Meisterschaft. Unter anderem gelang ihr im dritten Finalspiel der entscheidende Korberfolg in der letzten Sekunde („Buzzer Beater“). 2016 erreichten die Lynx wieder die Finalserie und diesmal ging die Serie nach fünf Spielen knapp zugunsten des Gegners, der Los Angeles Sparks, aus. In der Spielzeit 2017 ging der Titel wieder nach Minnesota. Durch den 3:2-Finalerfolg gegen den Vorjahresmeister aus Los Angeles konnte Moore ihre vierte WNBA-Meisterschaft erringen. 2018 konnte Moore mit ihrem Team nur knapp die Playoffs erreichen, welche für sie nach einer Niederlage in der ersten Runde endete.
Nach der Saison 2018 bestritt Moore vorerst keine Spiele mehr in der WNBA. Bis zu diesem Zeitpunkt hatte sie in acht WNBA-Saisons 271 Spiele der regulären Saison absolviert, wobei sie 271 Mal in der Startformation stand und insgesamt 4984 Punkte, 1589 Rebounds und 895 Assists erzielte. In 56 Playoff-Partien, davon 56 in der Startformation, erzielte sie 1077 Punkte, 338 Rebounds und 180 Assists. 2021 wurde sie unter die 25 Greatest Players in WNBA History gewählt.

### Europa und Asien (2011–2018)
Während der WNBA-Saisonpause spielte Moore für Vereine in Europa und in Asien. In der Spielzeit 2011/12 spielte sie für den spanischen Verein Ros Casares Valencia und gewann mit diesem die Euroleague Women. Von 2012 bis 2016 war Moore in China für Shanxi Xing Rui Flame aktiv und konnte mit dem Team dreimal die WCBA-Meisterschaft erringen. Zuletzt spielte sie in der Saison 2017/18 für das russische Spietzenteam von UGMK Jekaterinburg und konnte dort zum zweiten Mal die Euroleague gewinnen.

### Nationalmannschaft (2006–2016)
Bereits im Jugendbereich war Moore für die USA international aktiv und gewann mit der Nationalmannschaft bei der U-18-Basketball-Amerikameisterschaften der Damen 2006 den Titel. Damit qualifizierte sich das Team für die U-19-Basketball-Weltmeisterschaften der Damen 2007, wo Moore mit der Mannschaft auch den Titel gewinnen konnte. Zudem wurde sie, nach dem sie im Jahr zuvor bereits die Universiade gewonnen hatte, als einzige Collegespielerin für die Weltmeisterschaft 2010 in die Nationalmannschaft der Vereinigten Staaten berufen und gewann auch dort den Titel.
2012 war Moore dann eine wichtige Stütze beim Sieg mit der Nationalmannschaft bei den Olympischen Spielen in London. Zwei Jahre später gewann sie ihre zweite Weltmeisterschaft und wurde dabei zur wertvollsten Spielerin des Turniers gewählt. Bei den folgenden Olympischen Spielen in Rio errang sie mit der Nationalmannschaft erneut den Titel. 2018 verzichtete Moore auf die Teilnahme an der WM.

## Privatleben
Mittels der von ihr gegründeten Initiative „Win with Justice“ setzt sie sich für Reformen im US-amerikanischen Justizsystem ein. Moore wurde 2015 in Forbes 30 Under 30 „The Sports World's Brightest Young Stars“ aufgenommen. Im September 2020 gab Moore bekannt, einen ehemaligen Häftling, dessen Verurteilung im März desselben Jahres für ungültig erklärt worden war, geheiratet zu  haben.